# Staatenkunde
Die Staatenkunde war ein historischer Forschungszweig, dessen Gegenstand Staaten waren. Vielfach war das Fach verbunden mit Erd-, Länder- oder Völkerkunde. Da sich Staatenkunde mit statistischen Größen zur Beschreibung der Staaten beschäftigte, war sie ein Vorgänger moderner Statistik.
Ein Synonym für Staatenkunde ist Politische Geographie.
Eine Vielzahl von Hochschulen verfügte seit Anfang des 18. Jahrhunderts über Lehrstühle für Staatenkunde mit teils bekannten Wissenschaftlern. Beispiele sind Carl Ritter, der seit 1820 Inhaber des Lehrstuhls für Erd-, Länder-, Völker- und Staatenkunde an der Berliner Universität war, oder Walther Vogel, seit 1917 Professor für Staatenkunde und Historische Geographie an der Friedrich-Wilhelms-Universität.